# معاهدة فرانكفورت (1871)
معاهدة فرانكفورت (بالألمانية: Friede von Frankfurt) (بالفرنسية: Traité de Francfort)‏ هي معاهدة سلام وقّعت في فرانكفورت في 10 ماي 1871 في نهاية الحرب الفرانكو بروسية.

## خلاصة نص المعاهدة
من بين ما نصت عليه المعاهدة ما يلي:
- تحديد الحدود بين الجمهورية الفرنسية الثالثة والإمبراطورية الألمانية حيث تمر 1694 قرية ومدينة من الحكم الفرنسي إلى الحكم الألماني.
- اعتراف فرنسا بوجوبها أداء تعويضات الحرب والمقدرة بخمسة مليارات فرنك تؤديها قبل مرور خمس سنوات.